# فینگر رول

فینگر رول

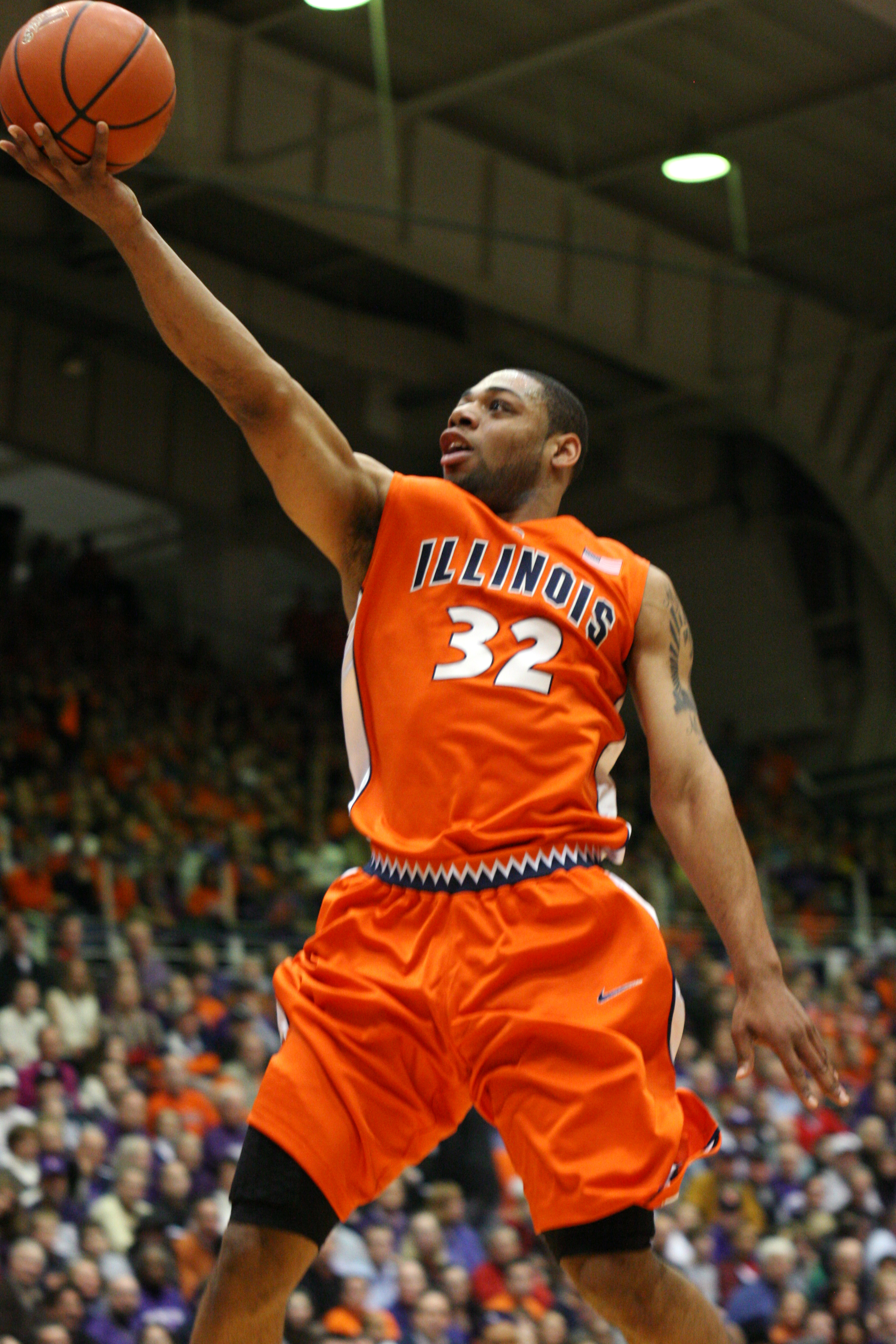
فینگر رول

فینگر رول یکی از گونه‌های تخصصی لی‌آپ بسکتبال است، به‌گونه‌ای که توپ روی انگشتان دست قرار می‌گیرد و بازیکن توپ را به سمت جلو و بالا می برد. سود این حرکت این است که توپ توانایی اوج گرفتن و رد شدن از دست مدافع را دارد.
پیشگام این حرکت ویلت چمبرلین در دهه ۱۹۶۰ میلادی بود .
فینگر رول یکی از حرکت‌های بدنام است و دلیل آن سخت بودن انجام این حرکت و چیره دست شدن در آن است، 
و تعدادی اندکی از بازیکنان گزینه اول شوت خود را به این حرکت اختصاص می دهند. یکی دیگر از مشکلات این نوع حرکت ، انجام آن با یک دست است و به این دلیل محافظت از توپ هنگام شوت سخت است. یکی از استثنائات مشهور جرج گروین مهاجم تیم سن آنتونیو اسپرز بود که این شوت را به یک سلاح شکست ناپذیر تبدیل کرد زمانی که بین سال‌های ۱۹۷۸ تا ۱۹۸۰ بیشترین امتیازآور اتحادیه ملی بسکتبال شده بود.
با آنکه این گونه شوت یکی از شوت‌های چالش‌برانگیز است اما هنوز درصد بالایی از امتیازات به آن تعلق دارد. وقتی پایین خط برای لی‌آپ باز می‌شود، به دلیل دور بودن بازیکن از لبه سبد، فینگر رول از مناسب‌ترین حرکات برای امتیازگیری است. در صورتی که بازیکن مدافعی برای بلاک این شوت وجود نداشته باشد، از دست دادن این شوت تقریباً غیرممکن است. لی‌آپ می‌تواند بازی شما را ارتقا ببخشد زیرا دفاع کردن برای مدافع‌ها سخت است چون نمی‌داند که مهاجم قصد فینگر رول را دارد یا می‌خواهد از دیگر لی‌آپ‌ها استفاده کند.